# Couronne de Castille
Pour les articles homonymes, voir Castille (homonymie).
 (avril 2018).
Si vous disposez d'ouvrages ou d'articles de référence ou si vous connaissez des sites web de qualité traitant du thème abordé ici, merci de compléter l'article en donnant les références utiles à sa vérifiabilité et en les liant à la section « Notes et références ».
1230–1715
Entités précédentes :
- Royaume de Castille
- Royaume de León

Entités suivantes :
- Royaume d'Espagne

La couronne de Castille (en espagnol : Corona de Castilla) rassemblait les territoires qui étaient au Moyen Âge sous l'autorité des rois de Castille. On peut dater sa naissance du règne du roi Ferdinand Ier de Castille, qui le premier rassembla sous son autorité en 1037 les royaumes de Castille et de León, ce dernier rassemblant déjà les royaumes des Asturies et de Galice. Après des partages dynastiques, la couronne de Castille fut reformée en 1230 sous le règne du roi Ferdinand III de Castille. De plus, la couronne s'agrandit grâce à la Reconquista, intégrant de nombreux royaumes pris aux musulmans. Par le mariage des Rois catholiques, elle forme une union dynastique avec la couronne d'Aragon, mais conserve son indépendance nominale. Après deux siècles d'union, elle est dissoute et fondue en 1715 dans un royaume d'Espagne par les décrets de Nueva Planta. Pendant cette période d'union des couronnes, elle est le centre économique, culturel et politique de la monarchie espagnole. Le titre d'usage du souverain de la couronne de Castille est « roi de Castille et de León », quoique l'on trouve aussi le plus simple « roi de Castille ».

## Histoire

### Du royaume de León aux royaumes de León et Castille

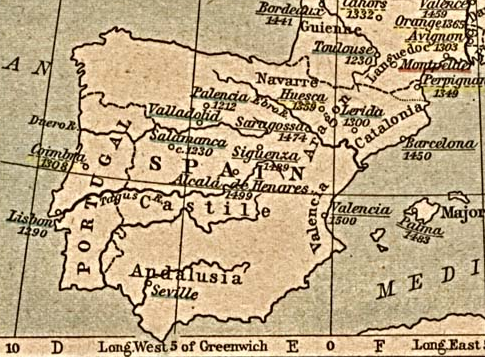
Carte des emplacements des universités en Castille.

Le royaume de León apparut à partir du royaume des Asturies. La Castille était, à l'origine, un comté à l'intérieur du royaume de León. Dans la seconde moitié du Xe siècle, durant les guerres civiles léonaises, la Castille se comportait de manière de plus en plus indépendante, pour finir par tomber dans l'orbite de Navarre, dans le royaume de Sanche III Garcés qui assurera le comté pour son fils, qui deviendra Ferdinand Ier de León grâce à l’assassinat du comte García II de Castille en 1028.
En 1037, Ferdinand Ier se rebella contre le roi de León, Bermude III, qui mourut à la bataille de Tamarón, et devint donc le roi de León grâce à son mariage avec la sœur de Bermude, Sancha. C'est donc ainsi que le comté castillan devint une partie du patrimoine royal.
Depuis le début de la Reconquista, la frontière de l'Èbre a été disputée entre les musulmans, les Aragonais, les Navarrais et les Léonais. Le royaume de Nájera et le diocèse de Calahorra ont été incorporés finalement à la couronne de Castille en 1176, après être passés de main en main depuis 923, montrant son importance dans le pèlerinage de Saint-Jacques de Compostelle, commencé à Santo Domingo de la Calzada et San Millán de la Cogolla.
À la mort de Ferdinand, ses États furent divisés entre tous ses fils. Son préféré, Alphonse, reçut le royaume de León et la primauté que ce titre lui octroyait sur ses frères. Sanche eut le patrimoine de son père, le comté de Castille, élevé au rang de royaume, et le cadet, García, reçut la Galice. Cette division fut de courte durée : entre 1071 et 1072, Sanche renversa ses frères, et annexa leurs États, mais mourut assassiné en 1072, permettant à Alphonse de réunifier l'héritage légué par Ferdinand Ier, qui resta uni jusqu'en 1157, année durant laquelle l'empereur Alphonse VII est mort, en léguant le León à Ferdinand II et la Castille à Sanche III. Alphonse VIII succéda à Sanche, et Alphonse IX succéda à Ferdinand.
Quand le fils d'Alphonse VIII, Henri Ier de Castille, mourut en 1217, Ferdinand hérita du royaume de Castille, et accéda au trône en 1230, grâce à la mort de son père et au renoncement au trône de la part des infants, au León. Il a aussi profité de la grande faiblesse du royaume des Almohades pour avancer amplement la Reconquista, prenant la vallée du Guadalquivir tandis que son fils Alphonse conquérait le royaume de Murcie.

Les rois de la couronne de Castille possédaient les titres de Roi de Castille, León, Navarre, Grenade, Tolède, Galice, Murcie, Jaén, Cordoue, Séville, Algarve, Algésiras et Gibraltar et des îles Canaries, et des Indes et Terre fermes de l'Océan et Seigneurs de Biscaye et Molina. Les héritiers portaient le titre de Prince des Asturies.

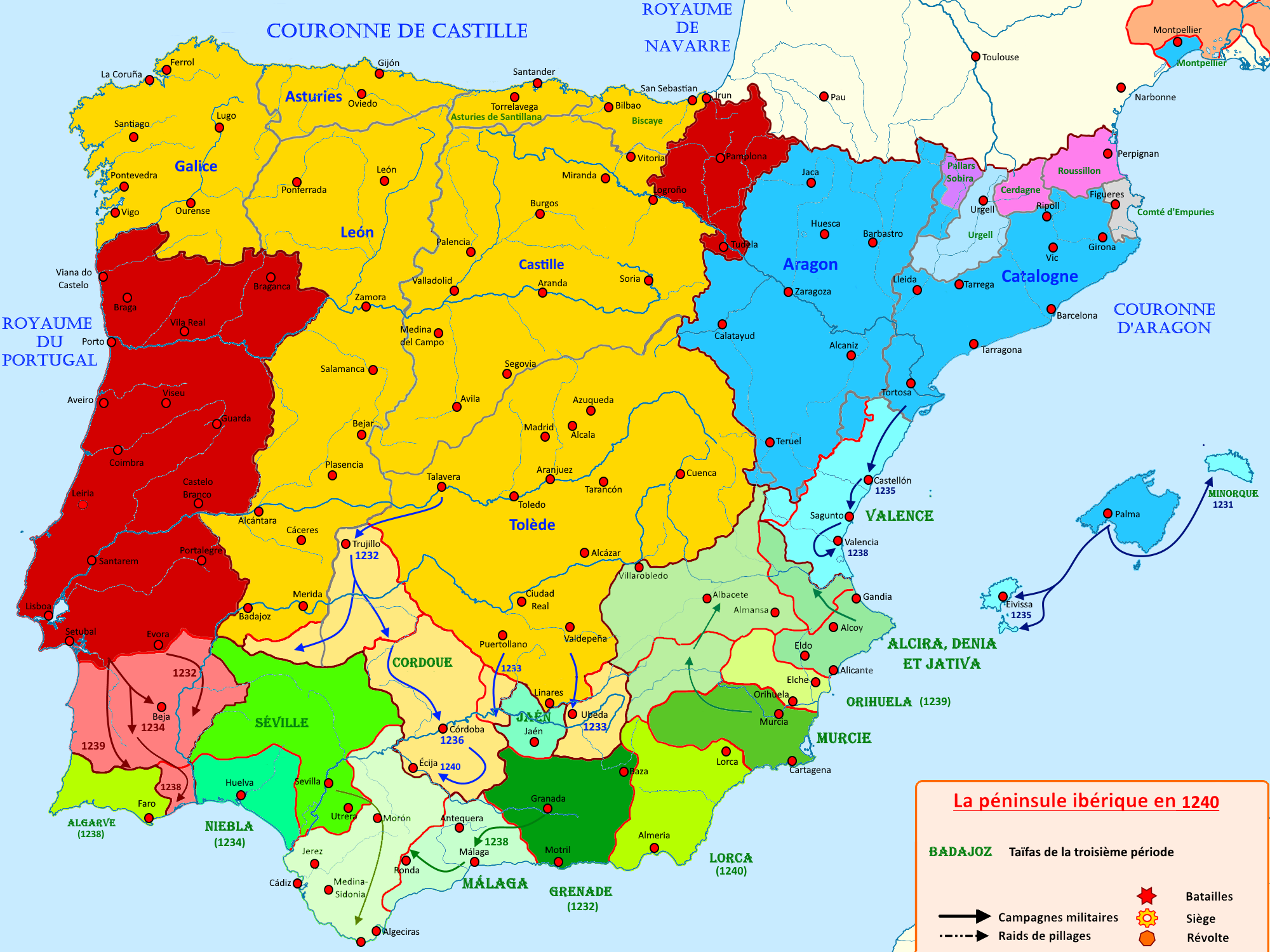
La fondation de la couronne de Castille, 1230-1240
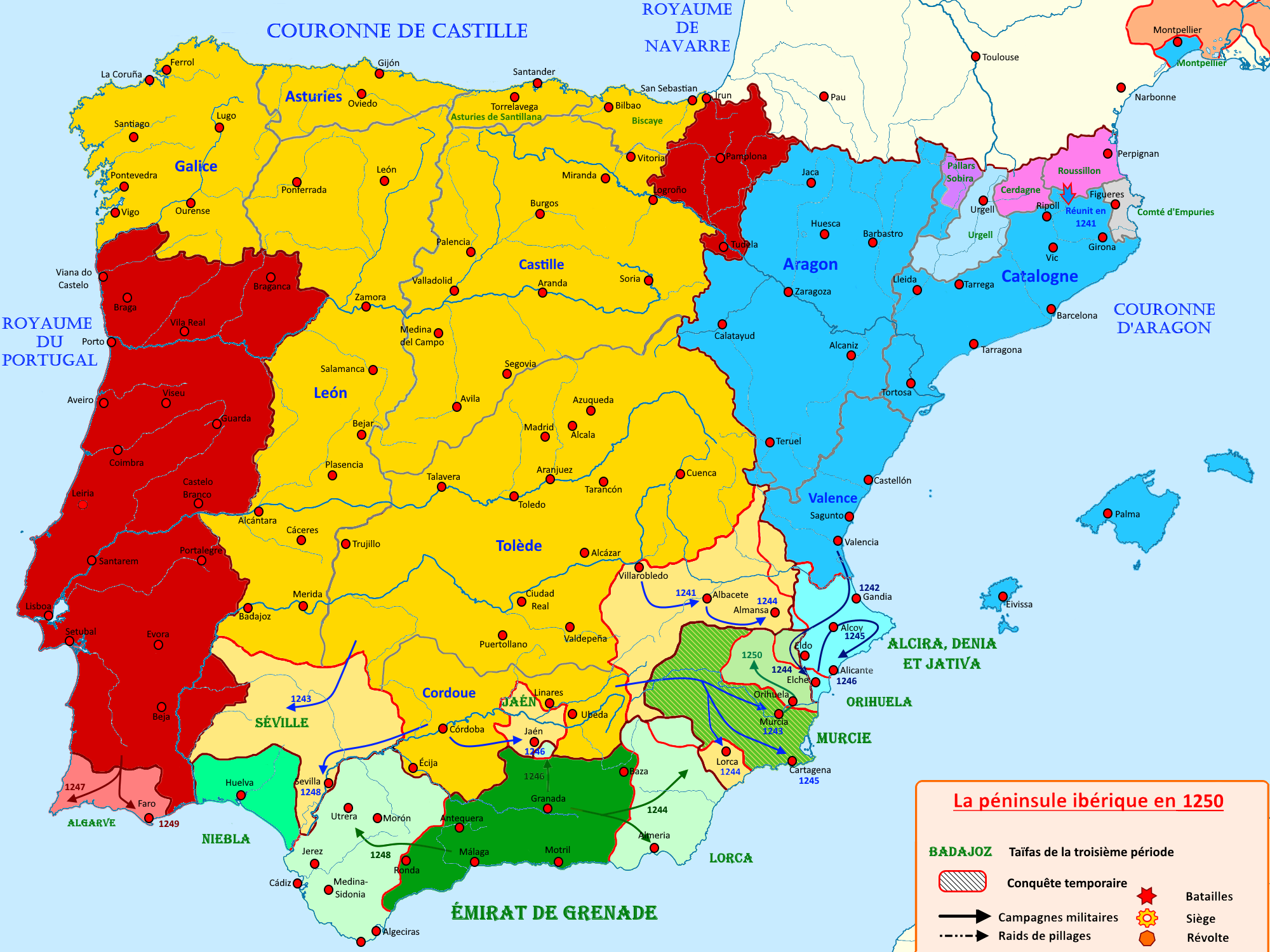
La couronne de Castille, 1240-1250
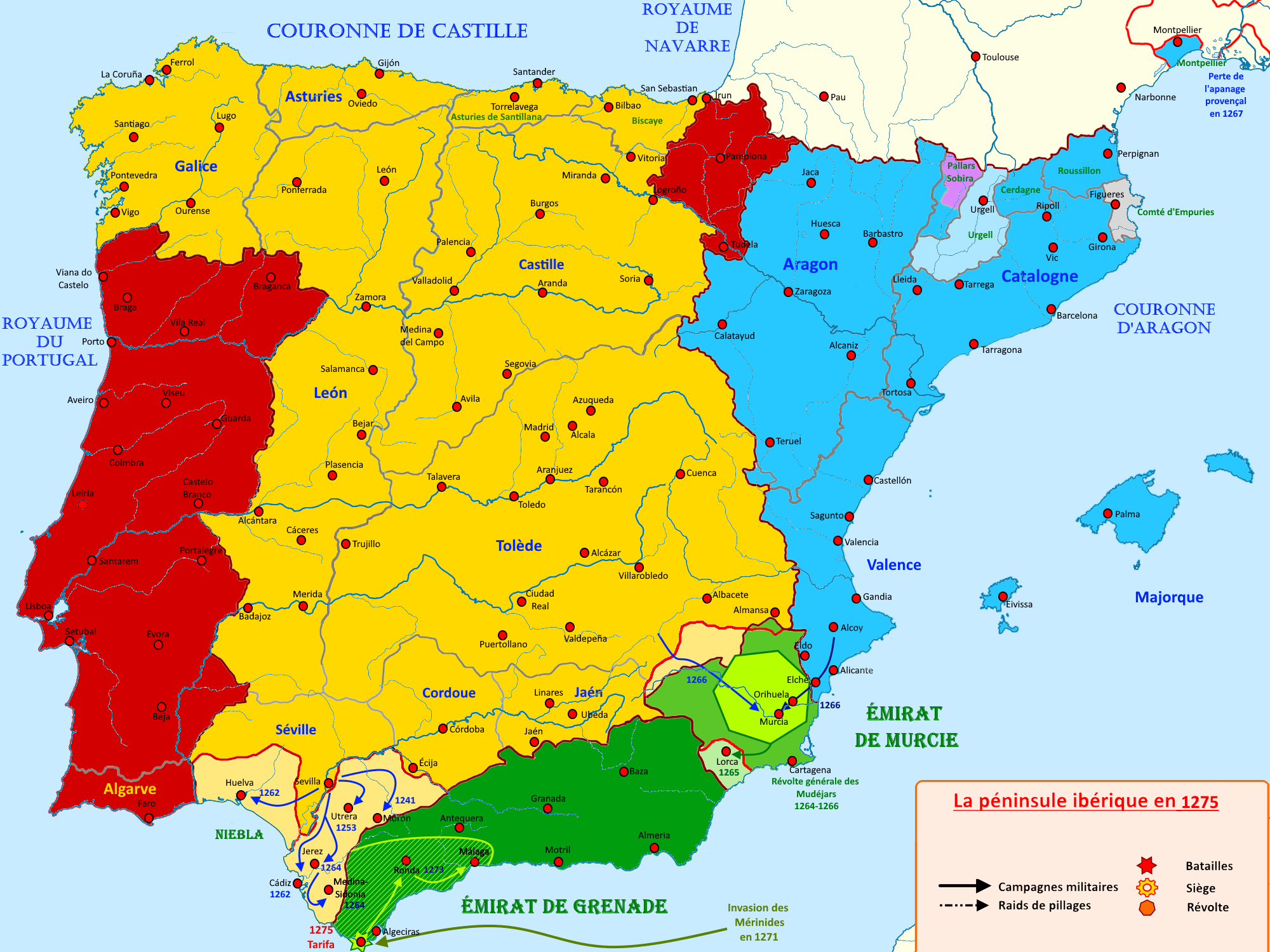
La couronne de Castille et l'annexion de la Murcie 1250-1275
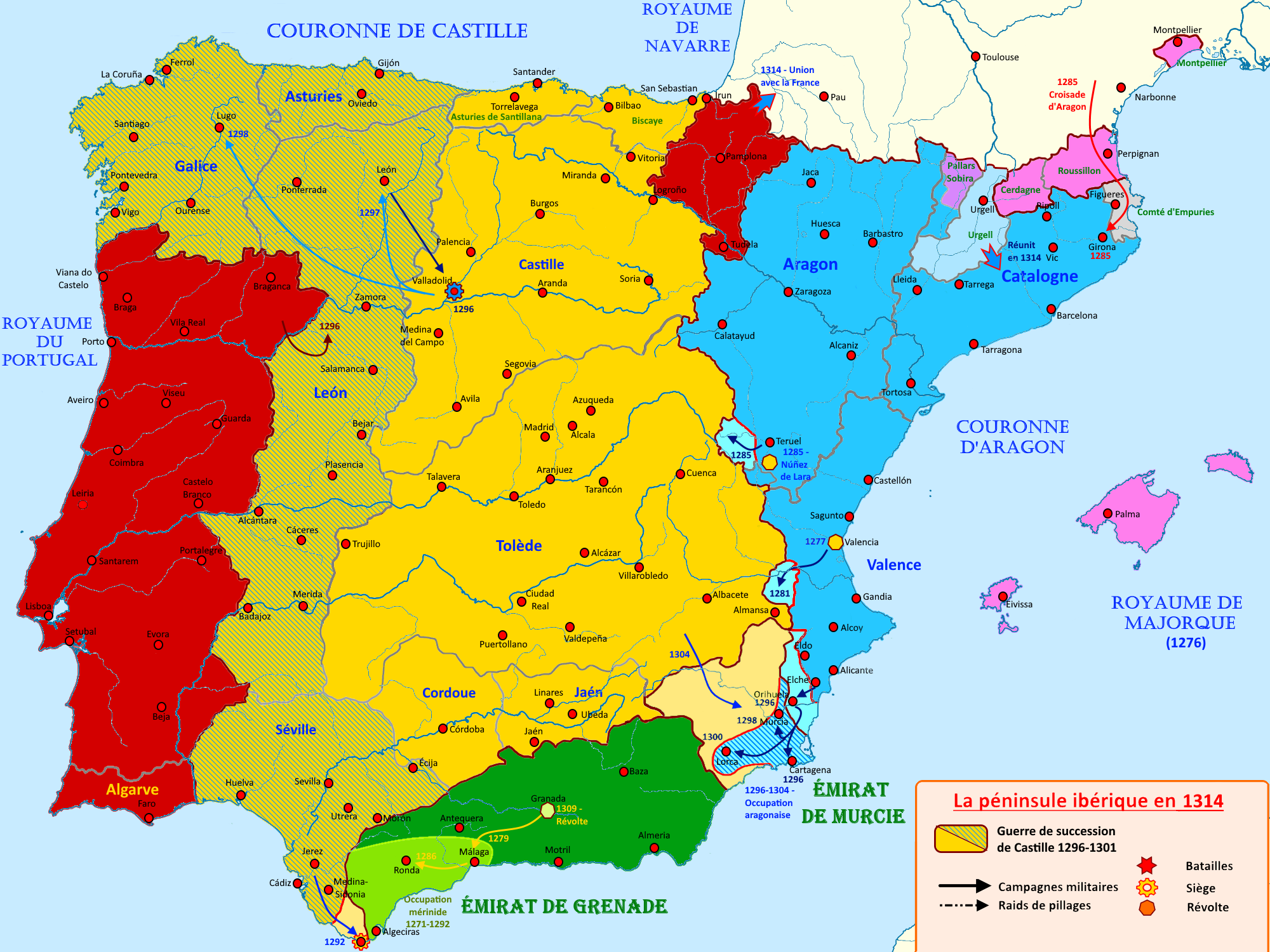
La guerre de succession de 1296-1304
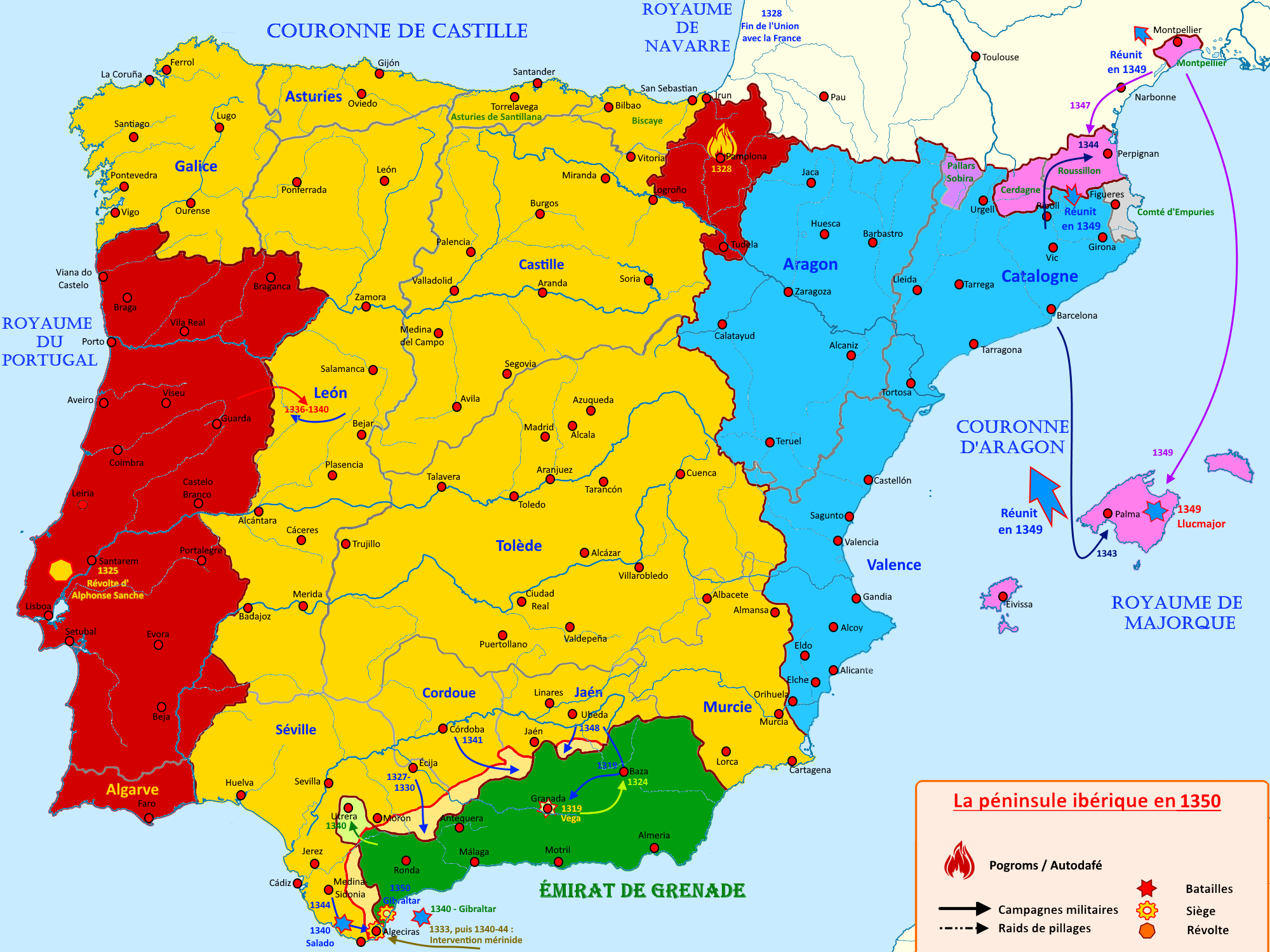
La couronne de Castille de 1314 à 1350

#### Unification des Cortes
L'union des royaumes eut comme conséquence l'union des Cortes de Castilla y de León, une institution politique qui régule la société d'ordre en Espagne durant le Moyen-Âge. Ils s'articulaient en trois branches, qui correspondaient à la noblesse, au clergé et au tiers-état. Bien que le nombre de villes représentées dans la Cortes variait au fil du temps, c'est le roi Jean Ier de Castille qui a fixé de manière définitive les villes qui avaient le droit d'envoyer l'équivalent des doléances au Cortes : Burgos, Tolède, León, Séville, Cordoue, Murcie, Jaén, Zamorre, Ségovie, Avila, Salamanque, Cuenca, Toro, Valladolid, Soria, Madrid, Guadalajara et Grenade (après 1492 pour cette dernière).
Avec Alphonse X, la majorité des réunions de Cortes furent conjointes pour tous les royaumes.
Même si à l'origine les différents royaumes et les villes conservaient leurs droits particuliers (ex. : la conservation du Vieux Forum de Castille), il fut vite décidé de faire une loi unique pour tout le territoire castillan, avec les Siete Partidas (1265), l'ordonnance d'Alcalá (1348) et les Lois de Toro (1505), qui continuèrent à être appliquées jusqu'en 1889, année de la promulgation du Code Civil espagnol.

#### Le patronage et le payement duVote
La justification providentialiste des origines de chaque royaume et de leur légitimité était un sujet de préoccupation important (non seulement durant le Moyen Âge, mais aussi durant tout l'Ancien Régime), et suscita de nombreux débats pour savoir quelle entité surnaturelle devait exercer son patronage, et sur quel territoire exactement, avec des conséquences, notamment fiscales. L'origine de ce patronage vient de batailles mythiques qui ont eu lieu entre le VIIIe et le Xe siècle, dans lesquelles étaient notées des interventions miraculeuses, comme la bataille de Covadonga, la bataille de Clavijo ou la bataille de Simancas.

#### La langue castillane dans les universités
Durant le XIIIe siècle, il existait de nombreuses langues dans les royaumes de León et de Castille, comme le castillan, l'astur-léonais, le basque et le galicien. C'est durant ce siècle que le castillan a commencé à gagner de l'importance, en tant qu'instrument, notamment culturel (par exemple, le Cantar de mio Cid).
Durant les dernières années de Ferdinand III, le castillan a commencé à être utilisé dans plusieurs documents, mais n'arrive au rang de langue officielle que sous Alphonse X. Depuis lors, tous les documents publics sont rédigés en castillan, ainsi que les traductions, au lieu d'utiliser le latin.
Aussi, durant ce siècle, une grande quantité d'universités furent construites sur les territoires de la couronne de Castille, comme celles de Palencia, Salamanque ou Valladolid, qui seront les premières universités européennes.
En 1492, la première édition de la grammaire sur la langue castillane fut écrite par Antonio de Nebrija

### XIVeetXVesiècles: le règne des Trastamare

#### L'ascension des Trastamare au trône
À la mort d'Alphonse XI, un conflit dynastique commença entre ses fils Pierre et Henri. Alphonse XI avait contracté un mariage avec Marie de Portugal, avec qui il eut son héritier, Pierre. Sans aucun doute, le roi eut aussi avec Leonor de Guzmán plusieurs fils, parmi lesquels Henri, comte de Trastamare, qui disputa le trône à Pierre.
Durant sa lutte contre Henri, Pierre s'est allié avec Edouard de Woodstock, prince de Galles, plus connu sous le surnom du Prince Noir. En 1367, le Prince Noir battu les partisans d'Henri durant la bataille de Nájera, et en voyant que le roi ne tenait pas ses promesses, il abandonna le royaume, ce dont Henri profita pour reprendre la lutte. Finalement, Henri vaincu Pierre à la bataille de Montiel, en 1369, qui sera fatale pour ce dernier.
Jean de Gand, le frère du Prince Noir et duc de Lancastre, se marie en 1371 avec Constance, la fille de Pierre. En 1388, il revendiqua la couronne de Castille pour sa femme, l'héritière légitime selon les Cortes de Séville de 1361. Il arriva à La Corogne avec une armée, captura la ville, puis Saint-Jacques de Compostelle, Pontevedra et Vigo. Il demanda donc à Jean Ier de Castille, fils d'Henri, qu'il donne le trône à Constance.

Cette demande ne fut pas acceptée, et Henri proposa le mariage de son fils avec la fille de Jean de Gand et Constance. Cette requête fut acceptée, et depuis lors, le titre de prince des Asturies fut créé, pour l’héritier au trône. Cela permit d'arrêter tout conflit dynastique, et d'établir la paix entre l'Angleterre et la Castille.

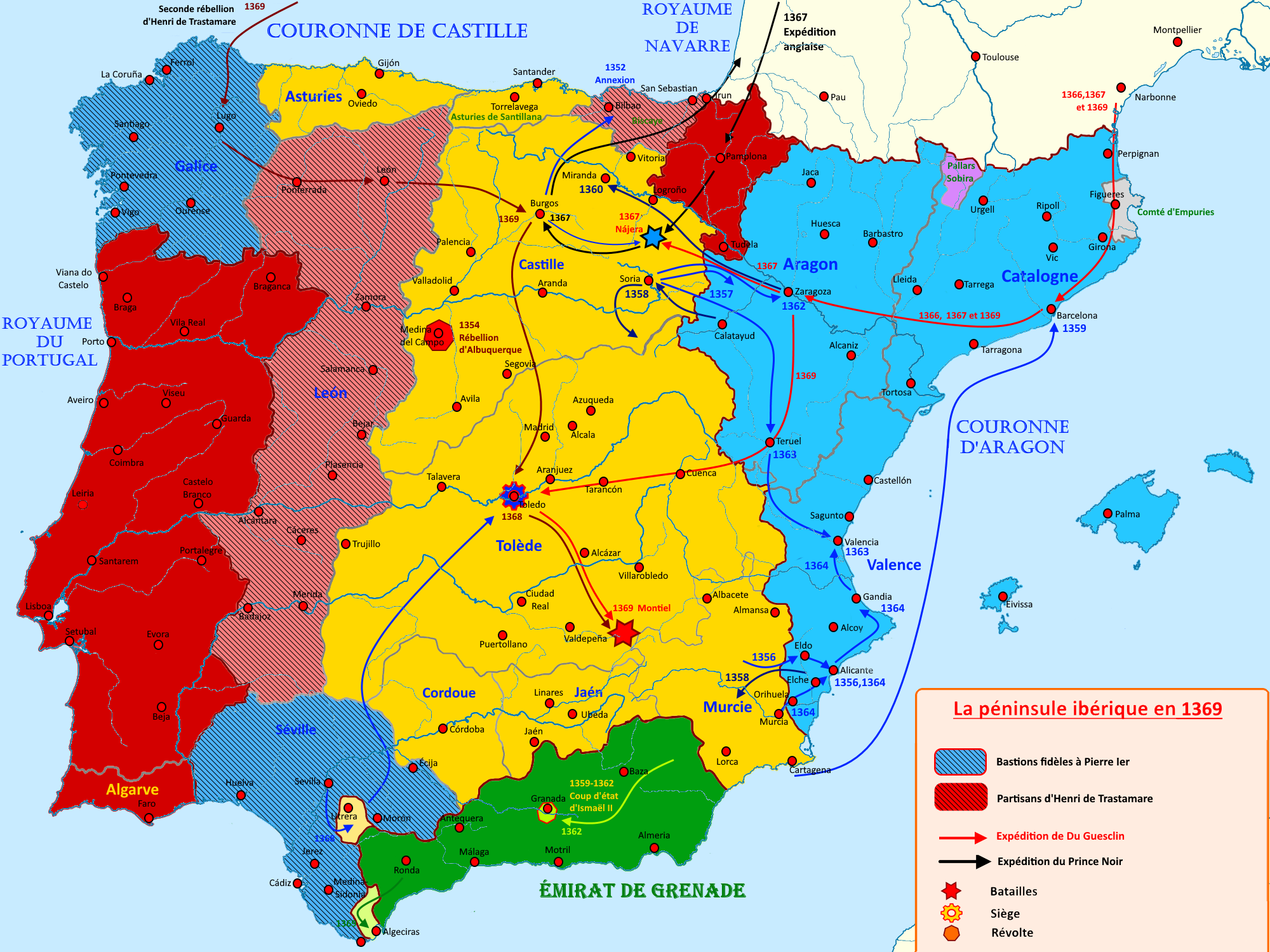
La guerre entre Pierre le Cruel et Henri de Trastamare
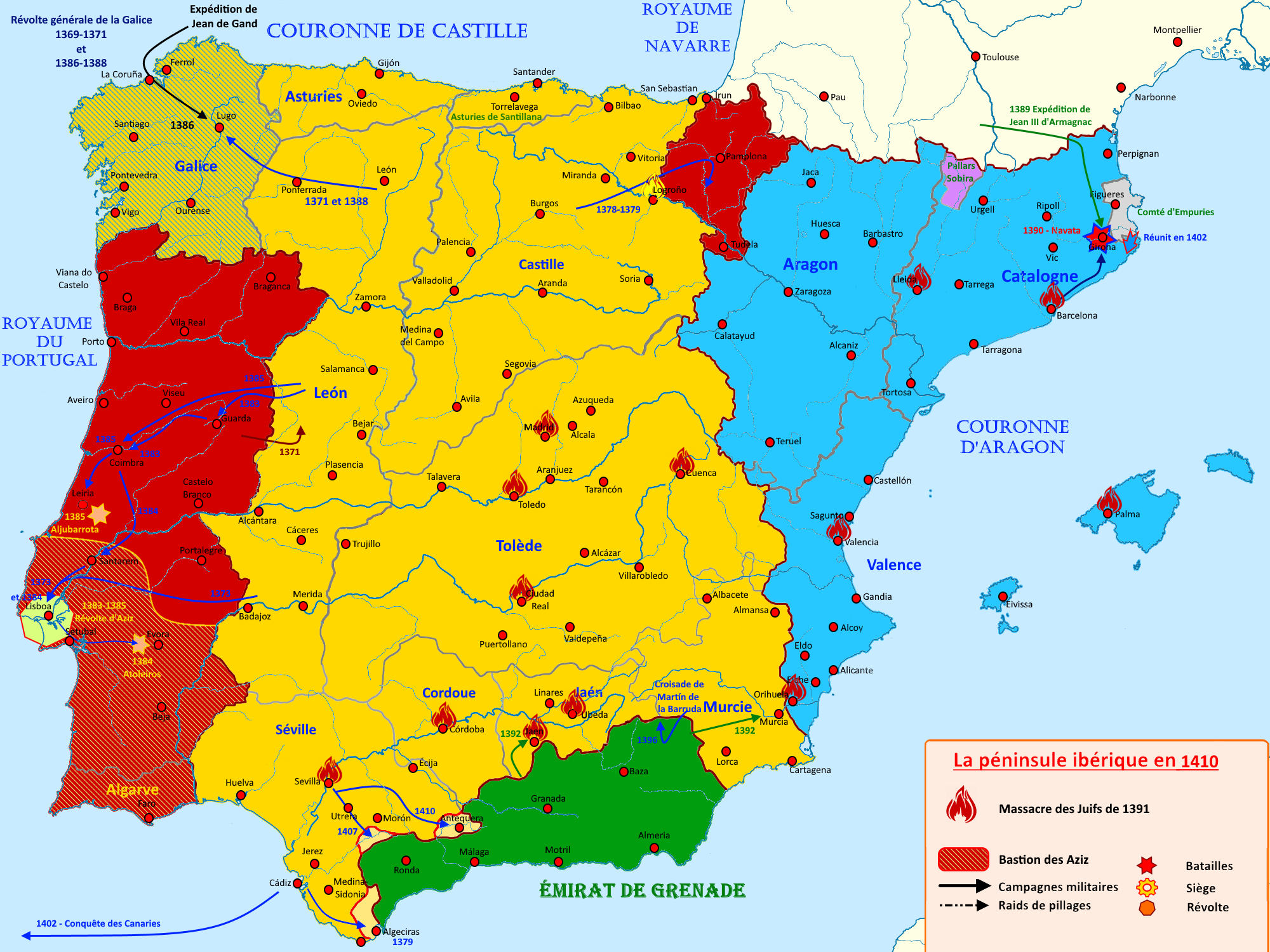
La guerre de succession du Portugal de 1383-1385
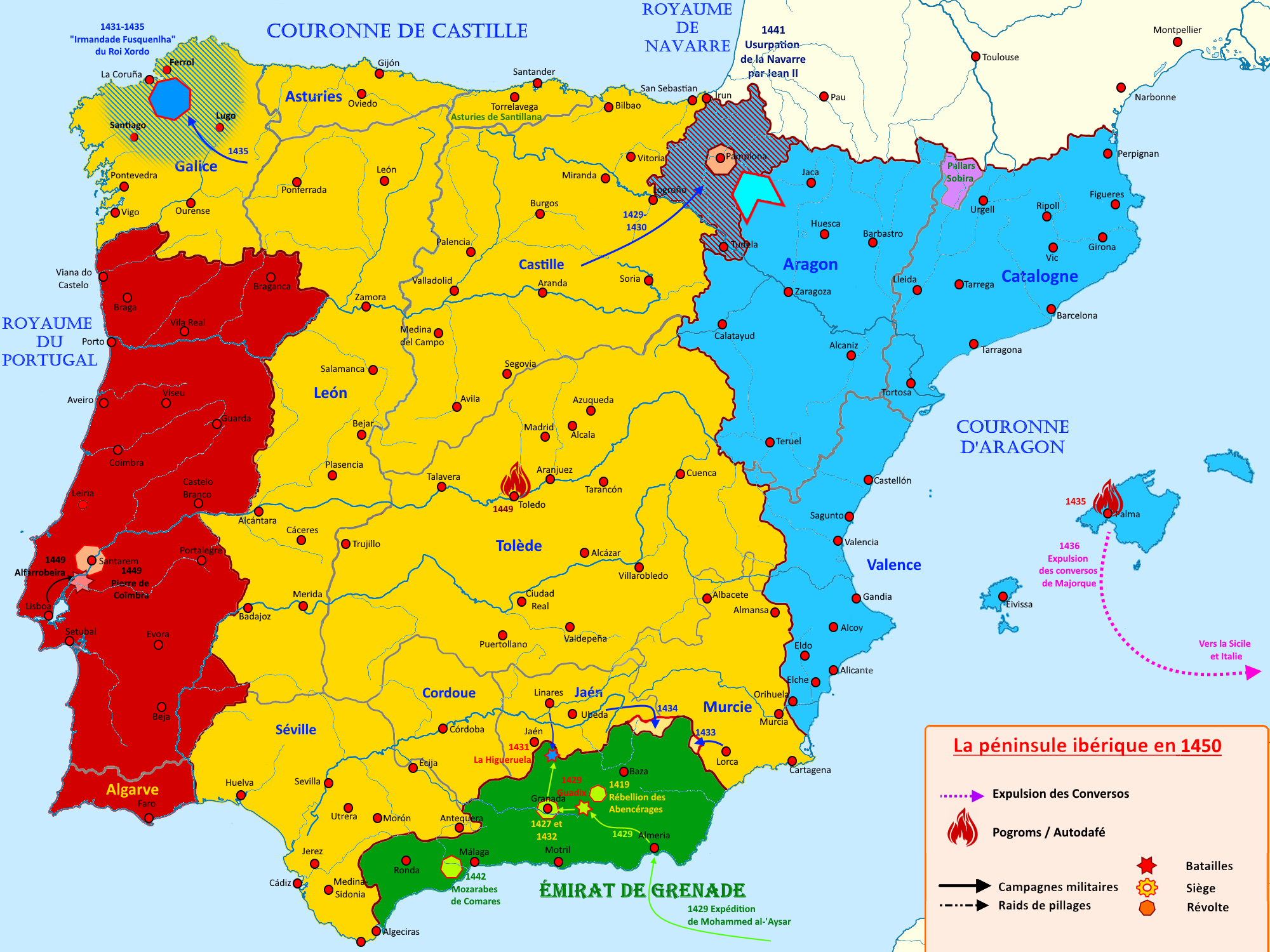
La couronne de Castille de 1410 à 1450
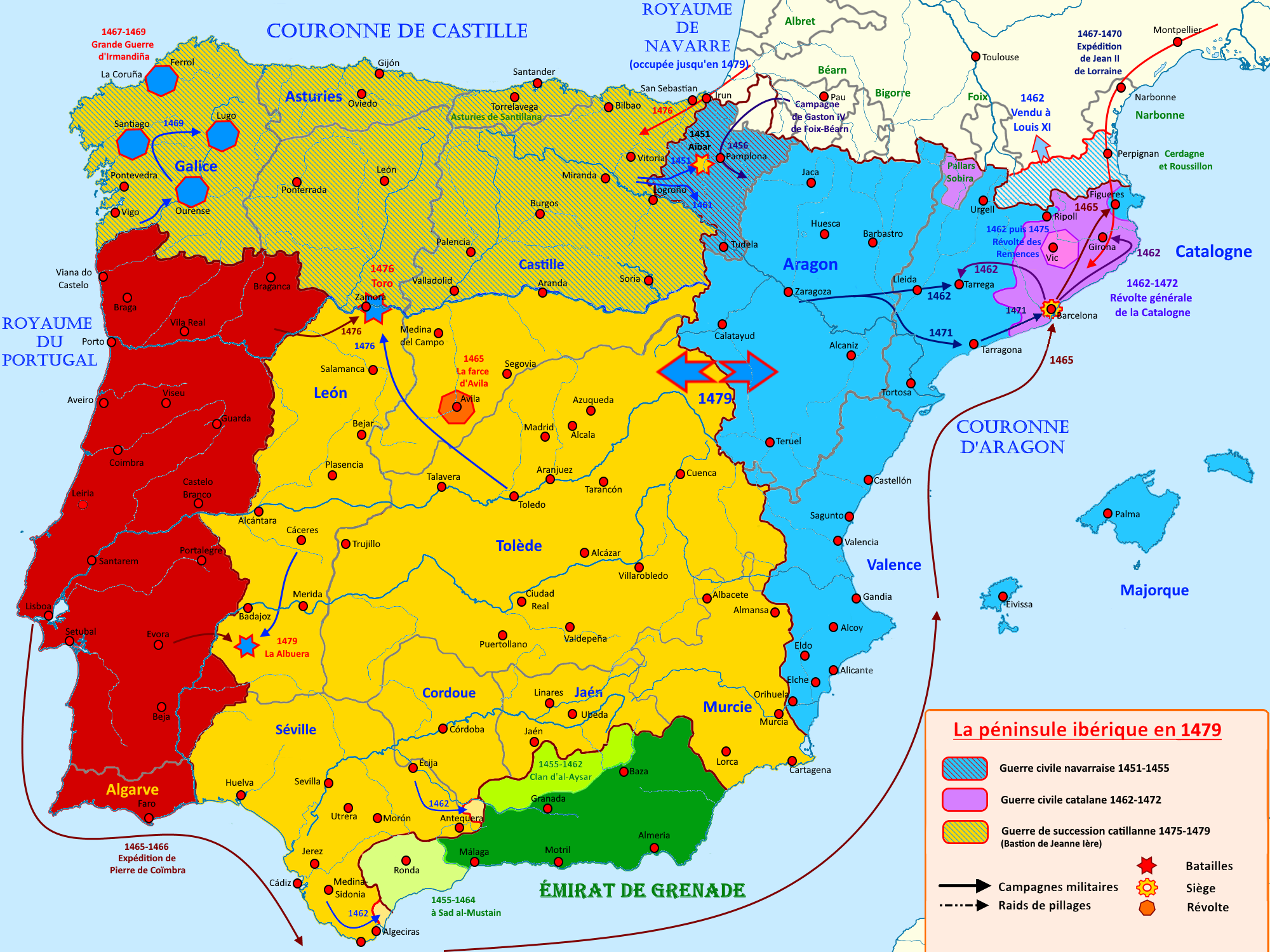
La couronne de Castille de 1450 à 1479

#### Relations avec la couronne d'Aragon
Durant le règne d'Henri III, le pouvoir royal fut restauré, redonné à la noblesse la plus puissante. Durant les dernières années de sa vie, il délègue une partie du pouvoir à son frère Ferdinand d'Antequera, qui fut le régent, avec son épouse Catherine de Lancastre, tant que le prince Jean, héritier du trône, était encore mineur. Avec le compromis de Caspe, en 1412, le régent Ferdinand abandonne la Castille, en devenant roi d'Aragon.
À la mort de sa mère, Jean II atteint la majorité, avec 14 ans, et se marie avec sa cousine Marie d'Aragon. Le jeune roi confie le gouvernement à Álvaro de Luna, la personne la plus influente du corte, et allié à la petite noblesse, aux grandes villes, au bas-clergé et aux Juifs. Cet acte amena les foudres de la haute-noblesse castillane, ainsi que des Infants d'Aragon, ce qui provoqua, entre 1429 et 1430, la guerre entre Castille et Aragon. Álvaro de Luna gagna la guerre et expulsa les infants.

#### Deuxième conflit de succession
Henri IV de Castille essaya de rétablir sans succès la paix avec la noblesse, qui avait rompu avec son père. Quand sa deuxième épouse, Jeanne de Portugal, accoucha de la princesse Jeanne, elle fut attribuée à une supposée relation adultère de la reine avec Beltrán de la Cueva, un proche du roi.
Le roi, harcelé par les révoltes et les exigences des nobles, dut signer un traité nommant comme héritier son frère Alphonse, laissant Jeanne en dehors de la succession. Après la mort d'Alphonse dans un accident, Henri signa avec sa demi-sœur Isabelle le traité des Taureaux de Guisando, dans lequel il la nomme héritière au trône si elle se marie avec le prince choisi par Henri.

### Les Rois catholiques: union avec la couronne d'Aragon
En octobre 1469, Isabelle et Ferdinand, le prince héritier d'Aragon, se marient en secret à Valladolid. Cette union eut comme conséquence directe l'union dynastique de la couronne de Castille à la couronne d'Aragon en 1479, quand Ferdinand fut roi d'Aragon, même si ce ne fut officiel que lors du règne de son petit-fils Charles Quint. Isabelle et Ferdinand avaient des liens familiaux et se sont mariés sans l'approbation du pape, ils ont donc été excommuniés. Postérieurement, Alexandre VI leur donna le titre de Rois Catholiques.
À bien des égards, les problèmes de l'union dynastique de l'Aragon et de la Castille furent peu différents de ceux qui furent engendrés par des expériences similaires ailleurs en Europe : le cas de l'Angleterre et de l'Écosse fut comparable, celui dLes Pays-Bas qui réussissent à s’unifier par l’Union d'Utrecht en 1579, formant les Provinces-Unies ainsi que l'union temporaire de la Suède et de la Pologne. Ces processus d'unification de peuples et de nations se généralisent à cette époque à travers l'Europe.
En raison du mariage d'Isabelle et de Ferdinand, le roi et demi-frère d'Isabelle, Henri IV considéra comme rompu le traité des Taureaux de Guisando, par lequel Isabelle devait accéder au trône de Castille à sa mort. De plus, Henri voulait allier la couronne de Castille avec le Portugal ou avec la France au lieu de l’Aragon. Pour ces raisons, il déclara comme héritière Jeanne au lieu d'Isabelle. À la mort d'Henri IV en 1474 commença une guerre civile, qui dura jusqu'en 1479, pour la succession au trône, qui opposa Jeanne et Isabelle et qui se solda par la victoire des partisans de cette dernière.
Ainsi, avec la victoire d'Isabelle dans la guerre civile castillane et l'accession au trône de Ferdinand, les deux couronnes étaient unies sous les mêmes monarques, mais étaient séparées administrativement et chacune gardait son identité et ses lois, les Cortes castillanes restent séparées de celles d'Aragon, la seule institution commune étant l'Inquisition. Avec leurs titres de Rois de Castille, de León, d'Aragon et de Sicile, Ferdinand et Isabelle régnaient chacun sur leur propre territoire, même s'ils prenaient aussi des décisions communes. La position centrale de la couronne de Castille, sa plus grande superficie (trois fois le territoire d'Aragon) et sa plus grande population (4,3 millions d'habitants, contre environ 1 million pour la couronne d'Aragon) ont fait qu'elle a eu un rôle prédominant dans l'union.
L'aristocratie castillane était très puissante grâce à la Reconquista, les monarques ont donc dû s'imposer face aux nobles et au clergé. Durant l'année 1476, le Conseil de la Fraternité (plus connu sous le nom de Santa Hermandad) fut fondé. De plus, de nombreuses mesures contre les nobles furent prises, et il y eut aussi des destructions de châteaux féodaux, l'interdiction des guerres privées entre seigneurs et la réduction du pouvoir des Adelantados. La monarchie incorpora le Conseil des Ordres pour les militaires en 1495, le pouvoir royal se renforça dans la justice au frais des seigneurs féodaux. Le pouvoir royal chercha aussi à contrôler le plus possible les villes : ainsi, aux Cortes de Tolède en 1480, un poste de « co-gouverneur » fut créé pour superviser les Conseils des villes. Sur l'aspect religieux, il y eut une reformation des ordres politiques et une recherche d'uniformité. Les Juifs furent forcés de se convertir au catholicisme et, dans certains cas, ils furent persécutés par l'Inquisition. Finalement, en 1492, ceux qui ne furent pas convertis furent expulsés, soit entre 50 000 et 70 000 personnes qui durent quitter la couronne de Castille. Après 1502, les populations musulmanes devaient aussi se convertir.
Entre 1478 et 1496, les îles de Grande Canarie, La Palma et Tenerife furent conquises. Le 2 janvier 1492, les Rois entrent dans l'Alhambra de Grenade, ce qui marqua la fin de la Reconquista. Le rôle de Gonzalve de Cordoue (surnommé Grand Capitaine) fut crucial durant cette conquête. En 1492, Christophe Colomb découvre les Indes Occidentales et, en 1497, Melilla est prise aux Berbères. Après la prise du royaume de Grenade par la couronne de Castille, la politique extérieure se dirigea vers la Méditerranée. La Castille aidera à l'Aragon lors de ses problèmes avec la France, ce qui finira par la récupération de Naples en 1504 pour la couronne d'Aragon. Plus tard, la même année, Isabelle mourut.

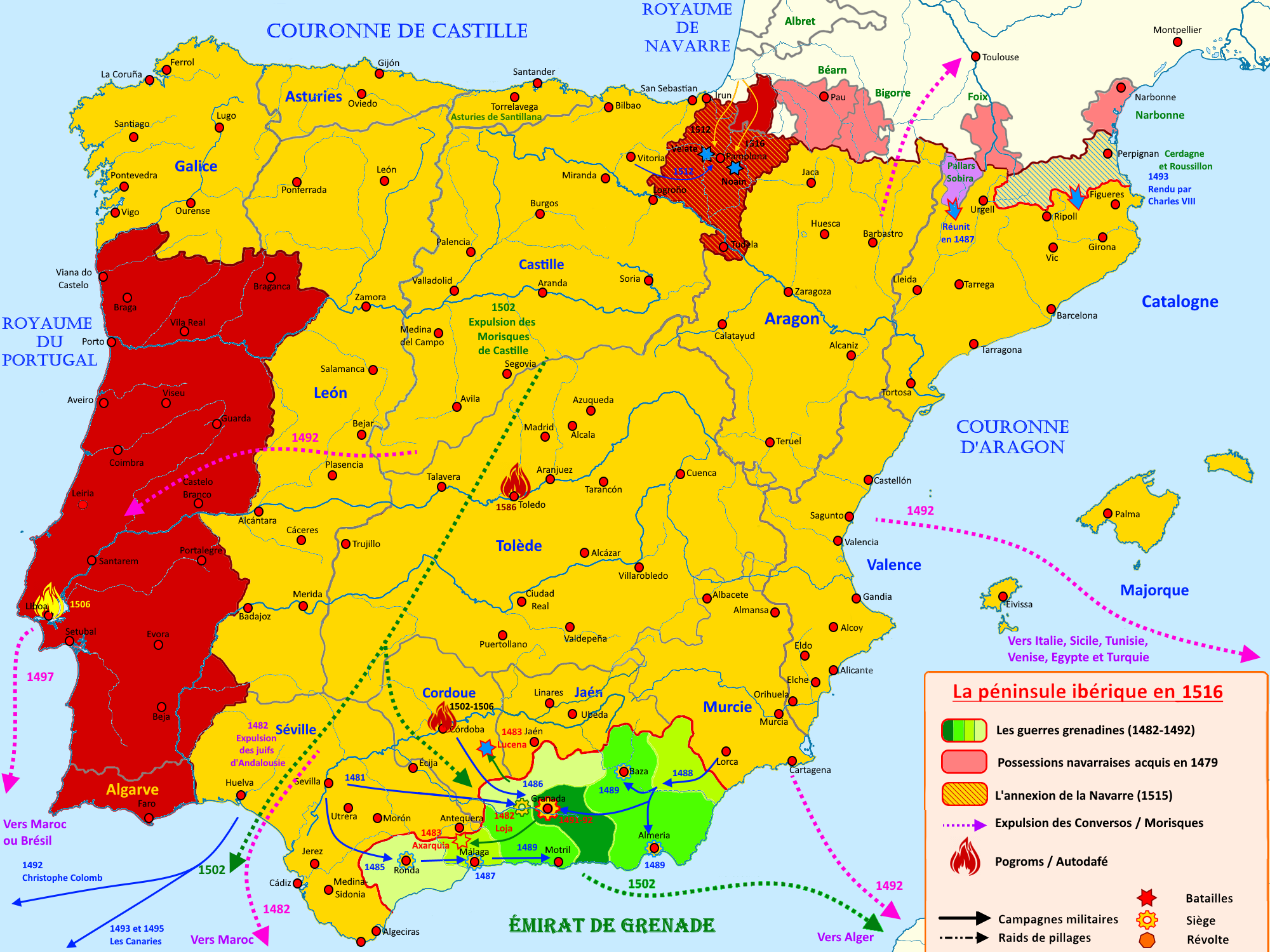
L'union vers la couronne d'Espagne 1479-1516

### XVIeetXVIIesiècles: de l'Empire à la crise

#### Période de la Régence
Isabelle avait exclu son mari de la succession à la couronne de Castille, laquelle est donc revenue à sa fille Jeanne (mariée à Philippe Ier le Beau). Mais Isabelle savait que sa fille avait une maladie mentale (d'où son surnom de Jeanne la Folle) et nomme donc Ferdinand régent, dans le cas où Jeanne ne voulait ou ne pouvait gouverner. Dans la Concorde de Salamanque, en 1505, un accord est trouvé, pour que ce soit un gouvernement conjoint de Philippe, Ferdinand et Jeanne. La mauvaise relation entre Philippe et son beau-père ont fait que ce dernier s'est retiré du pouvoir en 1506, par la Concorde de Villafáfila, pour éviter un affrontement armé. À la mort de Philippe Ier en 1507, Ferdinand le Catholique revient à la régence de sa fille.

La couronne de Castille à la fin de XVe siècle.

Ferdinand continua la politique expansionniste des deux couronnes, vers l'Atlantique pour la Castille et vers la Méditerranée pour l'Aragon. En 1508, La Gomera est conquise pour la Castille, et entre 1509 et 1511 Oran, Béjaïa, Tripoli et Alger se soumettent. En 1515, Mers el-Kébir est capturé. Quand Gaston de Foix-Nemours meurt, ses droits de succession au royaume de Navarre passent dans les mains de Germaine de Foix, l'épouse de Ferdinand. Il va donc occuper le royaume de Navarre avec 20 000 soldats castillans, sous les ordres du Duc d'Albe, et de plus, Ferdinand a aussi l'appui de son fils, l'archevêque de Saragosse. Les Cortes d'Aragon et la ville de Saragosse n'avaient pourtant pas donné l'autorisation à ce soutien de près de 3 000 soldats, jusqu'à la proclamation de la bulle pontificale Pastor IIIe Caelestis, et quand il restait déjà peu de résistance dans le royaume de Navarre. En 1513, Ferdinand est reconnu comme roi de Navarre par les Cortes navarrais. Entre 1512 et 1515, la Navarre fait partie de la couronne d'Aragon, jusqu'à son annexion par la Castille, après une décision des Cortes de Castille, sans même la présence de Navarrais à cette réunion.
À la mort de Ferdinand en 1516, le cardinal Francisco Jiménez de Cisneros lui succède en tant que régent, avant de transmettre le pouvoir au fils de Jeanne et Philippe : Charles Quint.

#### Charles Quint
Charles Quint reçoit la couronne de Castille, d'Aragon, et l'Empire dû à une combinaison de mariages dynastiques et de morts prématurées
- De son père Philippe (mort en 1506) il hérite des Pays-Bas
- À la mort de son grand-père Ferdinand, il reçoit la couronne d'Aragon, et celle de Castille (avec l'Amérique) car sa mère était incapable de gouverner. Il porte donc le nom de Charles Ier en Espagne
- En tant que petit-fils de Maximilien Ier, il reçoit en 1519 le Saint-Empire romain germaniqueEmpire de Charles Quint.

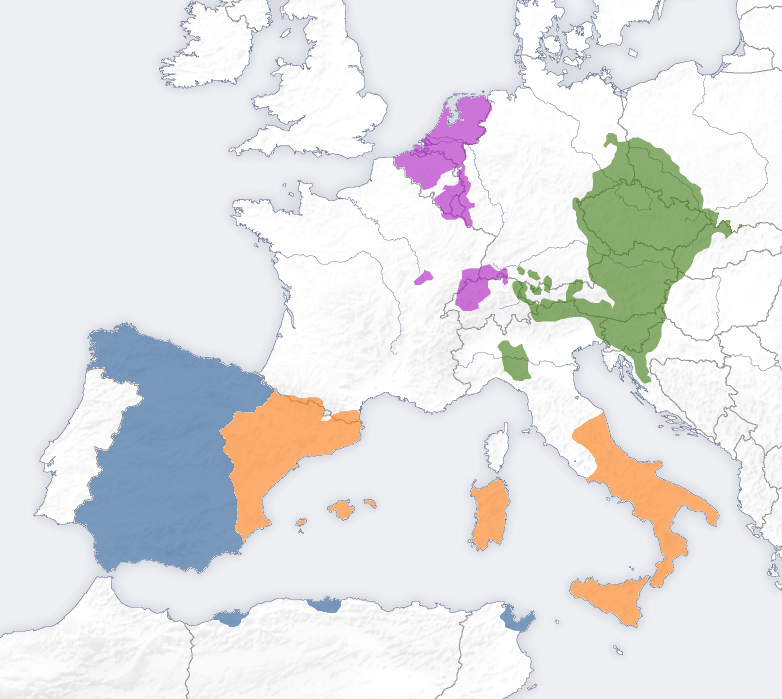
Empire de Charles Quint.

Charles Quint ne fut pas bien reçu en Castille, car c'était un roi étranger (né à Gand). La noblesse castillane et les villes étaient proches d'un soulèvement pour défendre leurs droits, car beaucoup de Castillans lui préféraient son petit frère, Ferdinand (élevé en Castille), donc le Conseil de Castille s'opposa à l'idée que Charles puisse être roi de Castille.
Dans les Cortes castillanes de Valladolid en 1518, on nomme président un Wallon (Jean de Sauvage), ce qui provoqua de grandes protestations dans les Cortes, qui refusaient la présence d'étrangers dans leurs délibérations. Malgré les menaces, les Cortes résistèrent, et ont obtenu que le roi jure de respecter les lois de Castille, et apprenne le castillan.
Charles Quint est conscient du fait qu'il a beaucoup d'options pour être empereur, et qu'il a besoin de s'imposer sur le trône de Castille et d'accéder à sa richesse pour pouvoir devenir empereur. La Castille est l'un des territoires les plus dynamiques, riches et avancés de l'Europe du XVIe siècle et commence à se rendre compte qu'elle peut faire partie d'un empire. Ceci, lié au fait que Charles n'a pas tenu ses promesses, amplifie l'hostilité envers le nouveau roi. En 1520, les Cortes de Tolède sont convoquées pour voter une nouvelle imposition, qu'elles refusent. Il en fut de même pour les Cortes de Saint-Jacques-de-Compostelle. Finalement, c'est aux Cortes de La Corogne, où plusieurs représentants furent soudoyés, et d'autres empêchés de rentrer dans la salle, que la loi fut adoptée. Les représentants qui ont voté pour la loi ont été attaqués par le peuple, et leurs maisons furent brûlées. Les Cortes n'ont pas été l'unique opposition que rencontrera Charles Quint : en partant de Castille en 1520, il laissa comme régent son ancien percepteur : Adrien d'Ultrech, et la guerre des Communautés de Castille éclata. Les comuneros ont été défaits un an plus tard, en 1521. Après cette défaite, les Cortes ont été réduits à un simple organe consultatif.
La guerre en Navarre se reproduit plusieurs fois durant les années suivant la mort de Ferdinand le Catholique, dû aux tentatives de reconquête de la part des rois de Navarre, aidés par le royaume de France une d'entre elles fut seulement lorsque Charles Quint arriva au trône, en 1516, et elle fut rapidement contrôlée. La révolte la plus importante eu lieu en 1521, durant laquelle, en plus de l'entrée de troupes, notamment françaises, par le nord, la population navarraise s'est soulevée, expulsant l'armée castillane hors du territoire navarrais. Ensuite, Charles Quint envoya une armée de 30000 soldats bien équipés, et en peu de temps, et après la sanglante bataille de Noain, la majorité du territoire de Navarre était reprise par la Castille. Il resta toutefois deux poches de résistance, dans le château d'Amaiur en 1522 et dans celui de Fontarrabie en 1524, en plus de la Basse-Navarre, où les positions castillanes étaient instables. Finalement, en 1528, Charles Quint se retire de Basse-Navarre, qu'il ne pouvait pas défendre efficacement, et abandonna toutes ses prétentions de le contrôler.

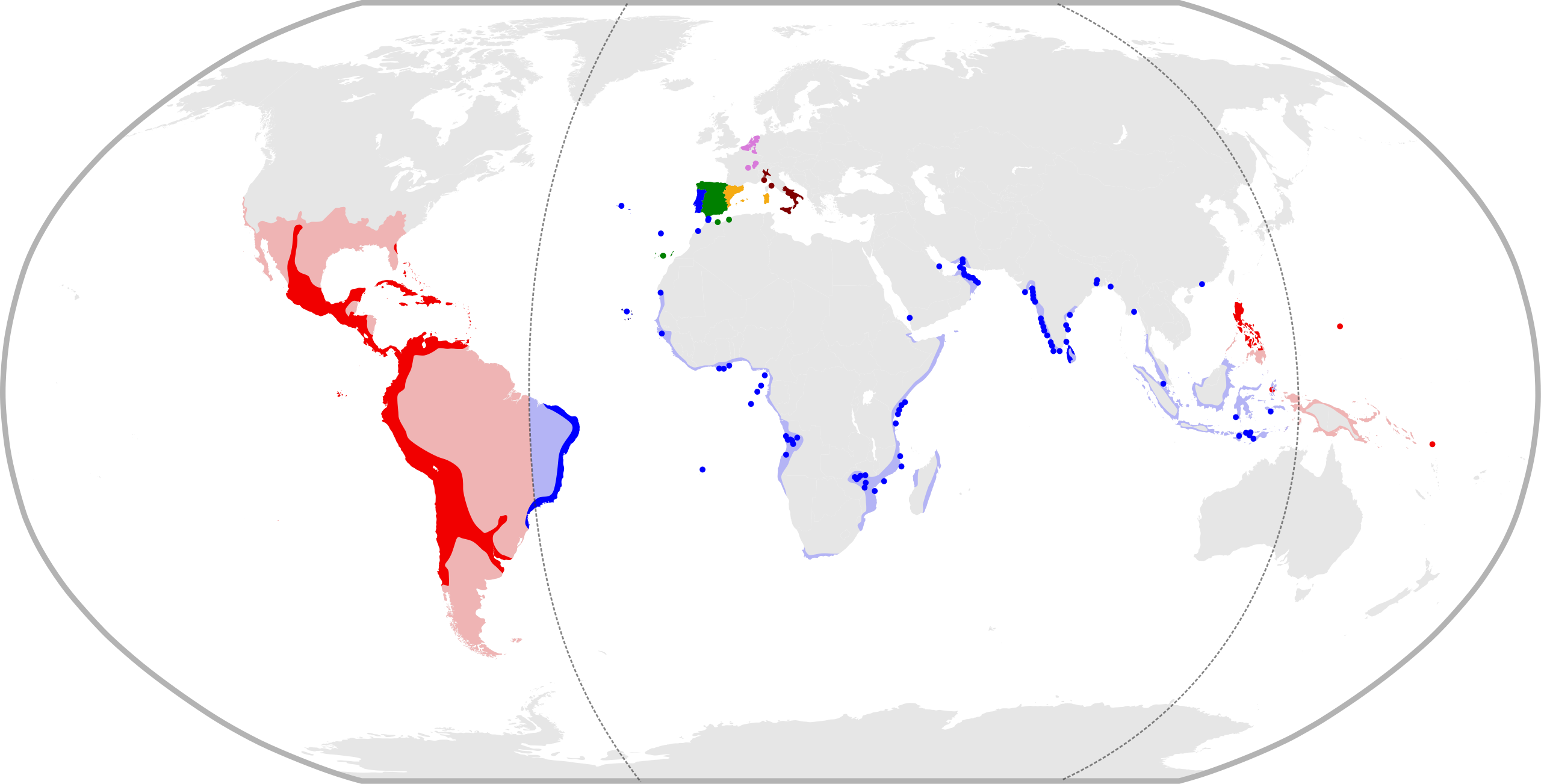
Le royaume de Philippe II en 1598.

Charles Quint mourut en 1558, en Castille, et ce fut son fils, Philippe II, qui prit la place sur le trône de Castille.

#### La politique impériale de Philippe II
Philippe II suivit la même politique que son père Charles Quint, mais à sa différence, il fit de la Castille le centre de son empire, centralisant l'administration à Madrid. Le reste des États était gouverné par des vice-rois.
Depuis Charles Quint, la charge fiscale de l'empire touchait surtout la Castille, et sous Philippe II, elle fut multipliée par quatre. Durant son règne, en plus de monter les impôts existant avant, il en créa de nouveaux, comme l'Excusado eclesiástico en 1567. Cette même année, Philippe ordonna la Pragmatique Sanction. Cet édit limitait les libertés religieuses, linguistiques et culturelles des morisques, ce qui provoqua la révolte des Alpujarras (1568-1571), que Juan d'Autriche réprima militairement.
La Castille entra en récession en 1575, ce qui provoqua la suspension des payes (la troisième depuis le début de son règne). En 1590, les Cortes acceptent le Servicio de Millones, un nouvel impôt sur les aliments. Cet impôt finit par ruiner les villes castillanes, et élimina ses faibles essais d'industrialisation. En 1596, il y eut encore une suspension des paies.

#### Royaume d'Autriche mineure
Dans les précédents royaumes, les charges des institutions des royaumes venait des gens ayant fait des études, notamment des universités d'Alcalá et de Salamanque. À partir de Philippe II, les nobles imposèrent un changement dans le statut du roi, qui devait avoir, pour gouverner, une pureté de sang. La persécution religieuse poussa Philippe à décréter, en 1609, l’expulsion des morisques d'Espagne.
Avant l'effondrement de la maison de Castille, pour maintenir l'hégémonie de l'Empire espagnol durant le règne de Philippe IV, Gaspar de Guzmán, comte d'Olivares et favori du roi de 1621 à 1643 essaya de mener à terme une série de réformes. Parmi elles, celle de l'Union des Armes, qui faisait en sorte que chaque territoire dans la monarchie d'Espagne contribue de manière proportionnelle à sa population au développement de l'armée, pour ainsi soulager la charge fiscale que subissait la Castille, mais cette proposition de réforme en plus de ne pas avoir prospéré, affaibli la monarchie de Philippe IV. Gaspar perdit donc la faveur royale, et ce fut Luis de Haro qui lui succéda comme favoris, entre 1659 et 1665. Son objectif fut d'en finir avec les conflits intérieurs causés par son prédécesseur (guerre de Restauration au Portugal, guerre des faucheurs en Catalogne, et soulèvements en Andalousie), et d'arriver à une paix durable en Europe.
À la mort de Philippe IV en 1665 et devant l'incapacité de Charles II de gouverner, une léthargie économique s'instaura, et de nombreuses luttes pour le pouvoir eurent lieu entre les différents favoris. En 1668 la monarchie espagnole accepte l'indépendance du Portugal durant le traité de Lisbonne, et simultanément, l'incorporation de Ceuta à la Castille est effective. La mort de Charles II en 1700 sans descendants provoqua la guerre de Succession d'Espagne.

## Entités territoriales mineures dans la couronne de Castille

### Dans la péninsule ibérique
- Royaume de Galice
- Asturies
- Royaume de León
- Estrémadure
- Royaume de Castille
- Seigneurie de Biscaye
- Royaume de Tolède
- Seigneurie royale de Molina (es)
- Royaume de Murcie
- Royaume de Cordoue
- Royaume de Jaén
- Royaume de Séville
- Royaume de Grenade
- Royaume de Navarre

### En Afrique
- Ceuta
- Melilla

### Outremer
- Îles Canaries
- Vice-royauté des Indes
- Nouvelle-Espagne
- Vice-royauté du Pérou

## Chronologie indicative

### 1recouronnede Castille (1037-1065)
- 1037 : le roi Ferdinand Ier de Castille unifie les royaumes de Castille, de León, des Asturies et de Galice.
- 1065 : à la mort de Ferdinand Ier, l'héritage est partagé entre ses fils, Sanche, qui hérite de la Castille, et Alphonse, qui hérite de l'ensemble léonais.

### 2ecouronnede Castille (1072-1157)
- 1072 : le roi Alphonse VI de León, fils de Ferdinand Ier, rassemble l'héritage de ce dernier.
- 1085 : conquête de la taïfa de Tolède, qui devient le royaume de Tolède, par Alphonse VI.
- 1157 : mort du roi Alphonse VII, petit-fils d'Alphonse VI. l'héritage est à nouveau partagé entre ses fils, Sanche, qui hérite de l'ensemble Castille-Tolède, et Ferdinand, qui hérite de l'ensemble léonais.

### 3ecouronnede Castille (1230-1555)
- 1230 : le roi Ferdinand III de Castille rassemble le royaume de Castille, augmenté du royaume de Gibraltar (es), conquis en 1212, et celui du Léon.
- 1236 : conquête du royaume de Cordoue par Ferdinand III.
- 1242 : conquête du royaume de Murcie par Ferdinand III.
- 1224-1230 : conquête du royaume de Jaén par Ferdinand III, complétée en 1246 par la prise de Jaén.
- 1246 : début de la conquête du royaume de Séville, et prise de Séville en 1248 par Ferdinand III.
- deuxième moitié du XIIIe siècle : conquête des royaumes de Séville et de Niebla (basse vallée du Guadalquivir), par Ferdinand III puis Alphonse X.
- 1344 : conquête du royaume d'Algésiras par Alphonse XI.

reconnaissance par le pape de la suzeraineté castillane sur les Îles Canaries.
- début du XIVe siècle : annexion de la seigneurie de Molina (es) par Alphonse XI.
- 1492 : conquête de l'émirat de Grenade par Isabelle la Catholique, avec l'assistance de l'Aragon, qui devient alors royaume de Grenade ; début de la colonisation des Amériques
- 1512 : annexion du royaume de Navarre par Ferdinand II d'Aragon, au nom de sa fille Jeanne la Folle
- 1535 : nomination d' Antonio de Mendoza comme premier vice-roi de Nouvelle-Espagne par Charles Quint, création de ce royaume annexe de la couronne
- 1542 : création de la vice-royauté du Pérou par Charles Quint
- 1565 : début de la colonisation des Philippines
- 1580 : union dynastique des monarchies espagnole et portugaise, prenant fin de facto en 1640 et officiellement au traité de Lisbonne (1668).

## Composition de la couronne de Castille auXVIesiècle
La couronne de Castille ne s'accroît plus de façon significative à partir du milieu du XVIe siècle. À cette époque, elle comporte les territoires suivants :
- Le royaume de Castille
  - la Castille propre (vieille Castille)
  - le royaume de Tolède (nouvelle Castille)
  - le royaume de Cordoue
  - le royaume de Jaén
  - le royaume de Murcie
  - le royaume de Séville
- Le royaume de León
  - le Léon propre
  - la principauté des Asturies
  - le royaume de Galice
  - l'Estremadure
- Le royaume de Grenade
- Le royaume de Navarre
- Les provinces et seigneuries basques d'Alava, Guipuscoa et Biscaye
- Les Canaries
- Les royaumes de Nouvelle-Espagne (qui inclut les Philippines) et Pérou

Dans cette disposition formelle, il convient de noter que seule la Navarre, les royaumes américains et dans une moindre mesure les provinces basques disposaient d'une autonomie réelle. À leur exception, l'ensemble des territoires de la couronne étaient représentés aux Cortès de Castille et administrés par le roi en son conseil de Castille. Les appels en justice étaient de même tous pris en charge par les deux chancelleries royales de Valladolid (moitié nord de la couronne) et de Grenade (moitié sud). Certains royaumes étaient même réduits à une mise sous tutelle pure et simple, comme le royaume de Galice, dont les remontrances aux cortès de Castille étaient portées par les délégués de la ville léonaise de Zamora. Les capitulations de Grenade qui réglèrent la soumission de ce royaume aux rois catholiques prévoyaient que ce royaume conserverait un particularisme important, incluant notamment la protection des musulmans locaux ; cependant, ce régime se limita bien vite à une situation d'occupation militaire, le gouverneur de l'Alhambra exerçant de fait le pouvoir civil dans le royaume.